# Walter Münze
Walter Münze (* 20. Oktober 1895 in Leipzig; † 19. November 1978 ebenda) war ein deutscher Maler, Grafiker und Kommunist.

## Leben
Der Sohn eines Friedhofsarbeiters absolvierte zunächst eine Lehre zum Retuscheur, bevor er als Soldat im Ersten Weltkrieg diente. Zurück in Leipzig studierte er 1919 bis 1925 an der Akademie für graphische Künste und Buchgewerbe und freundete sich dort mit seinem Kommilitonen Alfred Frank an. 1922 trat er der KPD bei. Zusammen mit Frank gründete er 1928 die Leipziger Ortsgruppe der Assoziation revolutionärer bildender Künstler (ASSO).
Nach seinem Abschluss lehrte er bis 1933 an der Volkshochschule Leipzig und arbeitete dann für verschiedene lokale Verlage als Illustrator für Pflanzen- und Tierbücher. Während des Zweiten Weltkriegs wurde Münze wieder als Soldat eingezogen und geriet in Kriegsgefangenschaft.
Nach dem Krieg kehrte er als Lehrer an die Volkshochschule zurück. Von 1946 bis 1960 war er Dozent an der Leipziger Fachschule für angewandte Kunst.
Zu seinen Schülern gehörten u. a. Kurt Pesl und Hans Räde. Von 1960 bis 1964 war er Leiter der Abendakademie an der Hochschule für Grafik und Buchkunst.
Stilistisch waren seine Werke vor allem durch den Postimpressionismus und den Jugendstil sowie von Käthe Kollwitz beeinflusst. Insbesondere in den 50er Jahren entstand eine Anzahl von Werken zu historischen Themen, einige als Auftragswerke.

## Darstellung Münzes in der Bildenden Kunst
- Reinhard Dietrich: Genosse Walter Münze (Porträtbüste, Bronze, 1970)[2]
- Dieter Dietze: Der Leipziger Maler Genosse Münze (Porträtbüste, Bronze, 1970)[3]

## Werke (Auswahl)

### Tafelbilder (Auswahl)
- Alfred Frank (Tempera und Öl; 1921; im Bestand des Museums der bildenden Künste Leipzig)[4]
- Frauenbildnis (Öl)[5]
- Karl Liebknecht ruft zum Kampf gegen den imperialistischen Krieg (Tafelbild, um 1951; im Bestand der Dresdner Gemäldegalerie Neue Meister)[6]
- Raymonde Dien (Öl; 1953)[7]
- Konzeption von gestern (Öl, 1958)[8]

### Grafik (Auswahl)
- Dorfstraße im Vogtland (Tusche und Aquarell; ohne Jahresangabe; im Bestand der Kunsthalle der Sparkasse Leipzig)[9]
- Straßenbild in China (Tuschezeichnung, 1956; im Bestand des Lindenau-Museums Altenburg/Thüringen)

## Ausstellungen (unvollständig)

### Einzelausstellungen
- 1984 Leipzig, Klub & Galerie Nord („Walter Münze, Volker Melchior, Michael Kunert: 3 Künstlergenerationen“)

### Ausstellungsbeteiligungen
- 1948: Leipzig, Museum der bildenden Künste („Leipziger Kunstausstellung 1948“)[10]
- 1949, 1953 und 1958/1959: Dresden, 2. bis Vierte Deutsche Kunstausstellung
- 1953 bis 1972: Leipzig, sechs Bezirkskunstausstellungen
- 1954: Altenburg/Thür., Lindenau-Museum („100 Jahre Staatliches Lindenau-Museum“)
- 1965: Leipzig, Museum der Bildenden Künste („500 Jahre Kunst in Leipzig“)
- 1970: Berlin, Altes Museum („Im Geiste Lenins“)
- 1975: Leipzig, Museum der Bildenden Künste („Zeichnungen und Aquarelle von Künstlern der DDR“)
- 1977: Altenburg/Thüringen, Lindenau-Museum („Zeichnung im Bezirks Leipzig“)
- 1978: Berlin, Nationalgalerie („Revolution und Realismus“)
- 1984: Leipzig, Museum der Bildenden Künste („Kunst in Leipzig 1949–1984“)
- 1986: Leipzig, Museum der Bildenden Künste („Worin unsere Stärke besteht“)